# San José (Valencia)
Pour les articles homonymes, voir San José.
San José est l'une des neuf paroisses civiles de la municipalité de Valencia dans l'État de Carabobo au Venezuela. Sa capitale est Valencia, chef-lieu de la municipalité et capitale de l'État, dont elle constitue l'une des huit divisions territoriales et les quartiers nord.

## Géographie

### Description
San José constitue l'un des quartiers de la ville de Valencia qui est sa capitale, et notamment l'ensemble des quartiers au nord, très résidentiels.

## Transports
La paroisse civile est desservie par les stations Cedeño, Rafael Urdaneta et Francisco de Miranda de la ligne 1 du métro de Valencia toutes situées sur l'avenue Bolívar.

## Lieux d'intérêt
San José abrite deux musées majeurs, l'Atenao de Valencia et le palacio de los Iturriza, l'église San-José, et d'importants gratte-ciels résidentiels dont la tour Valencia ou administratifs comme la tour Ejecutiva.

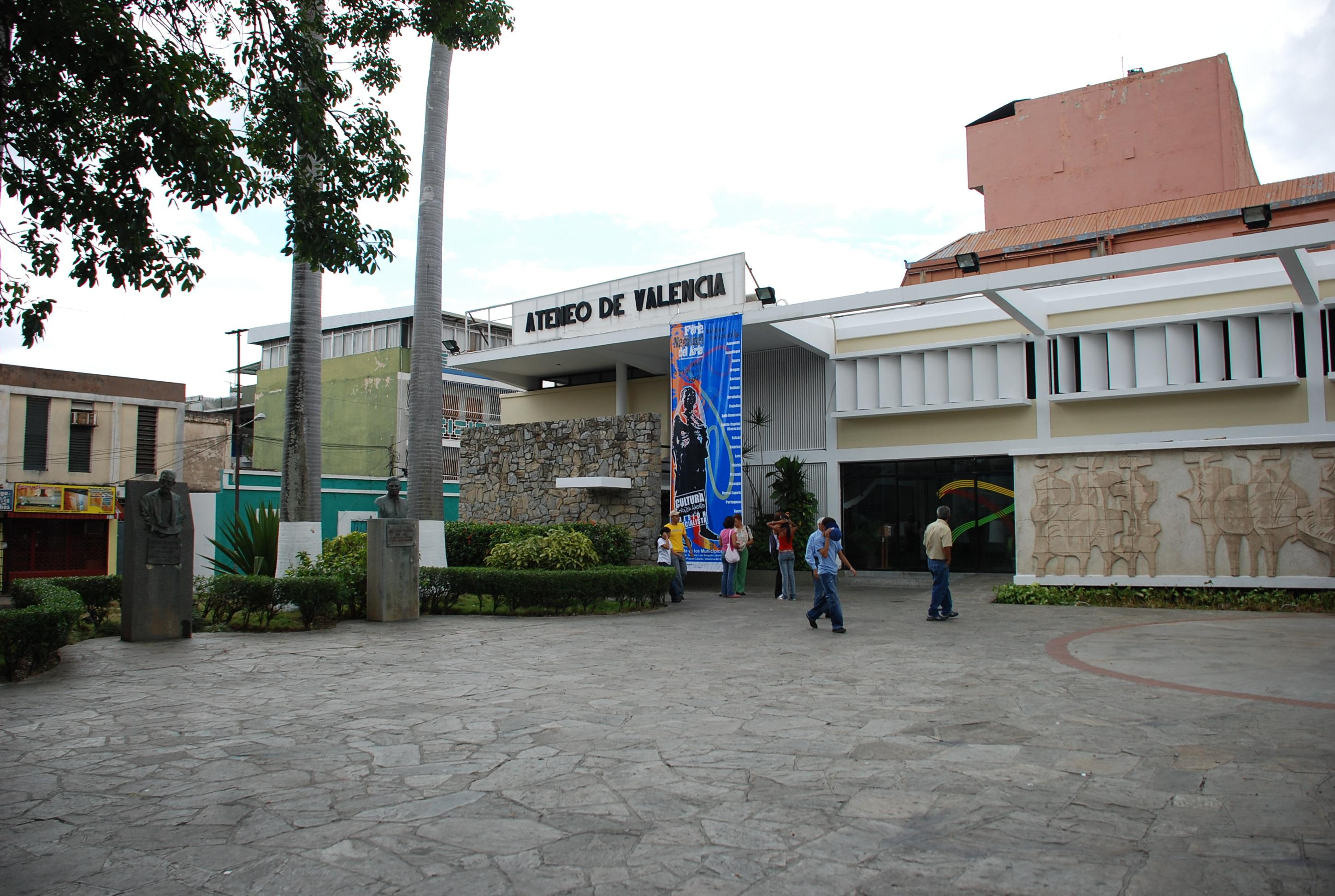
L'Atenao de Valencia.
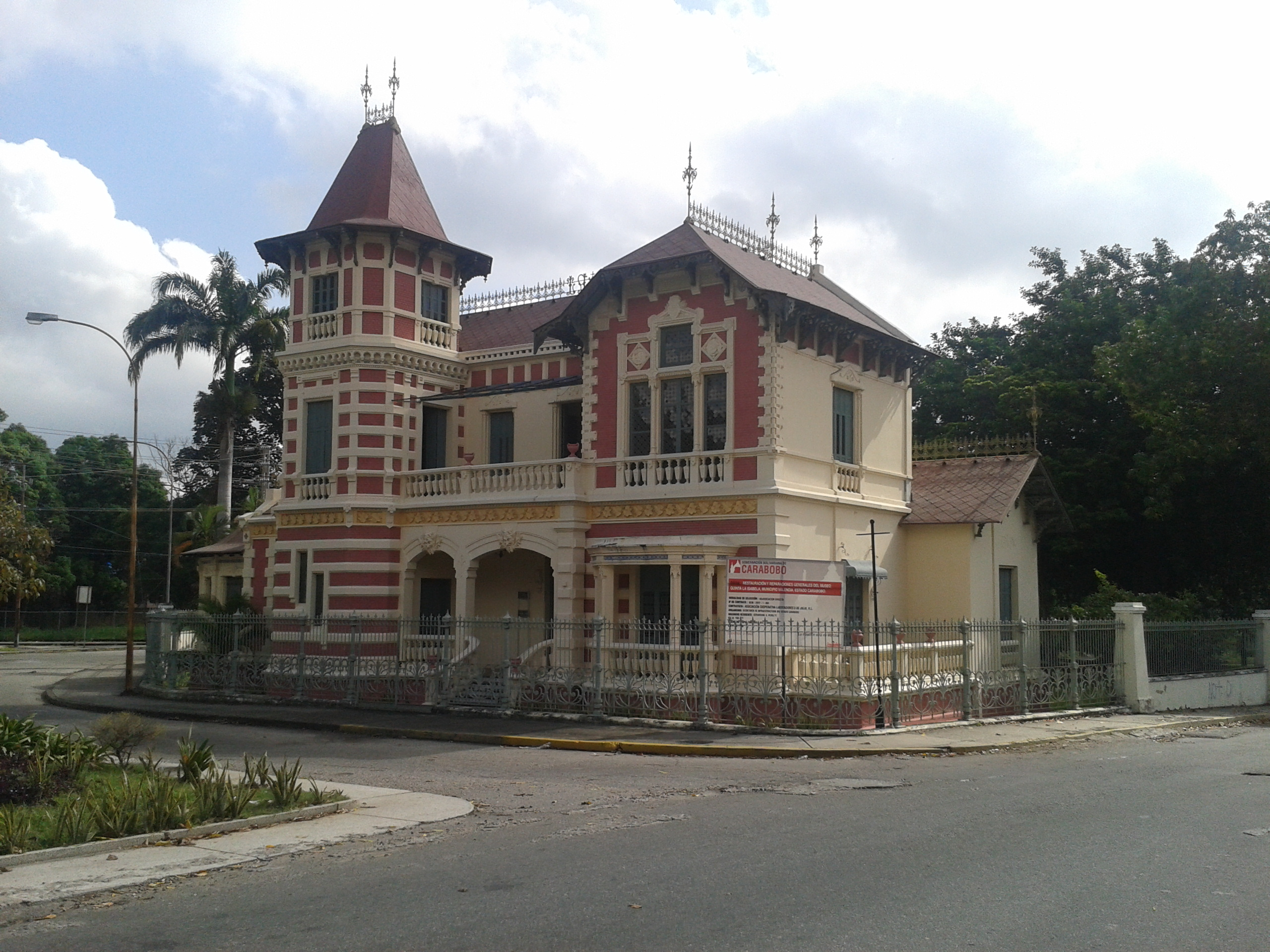
Le palacio de los Iturriza.
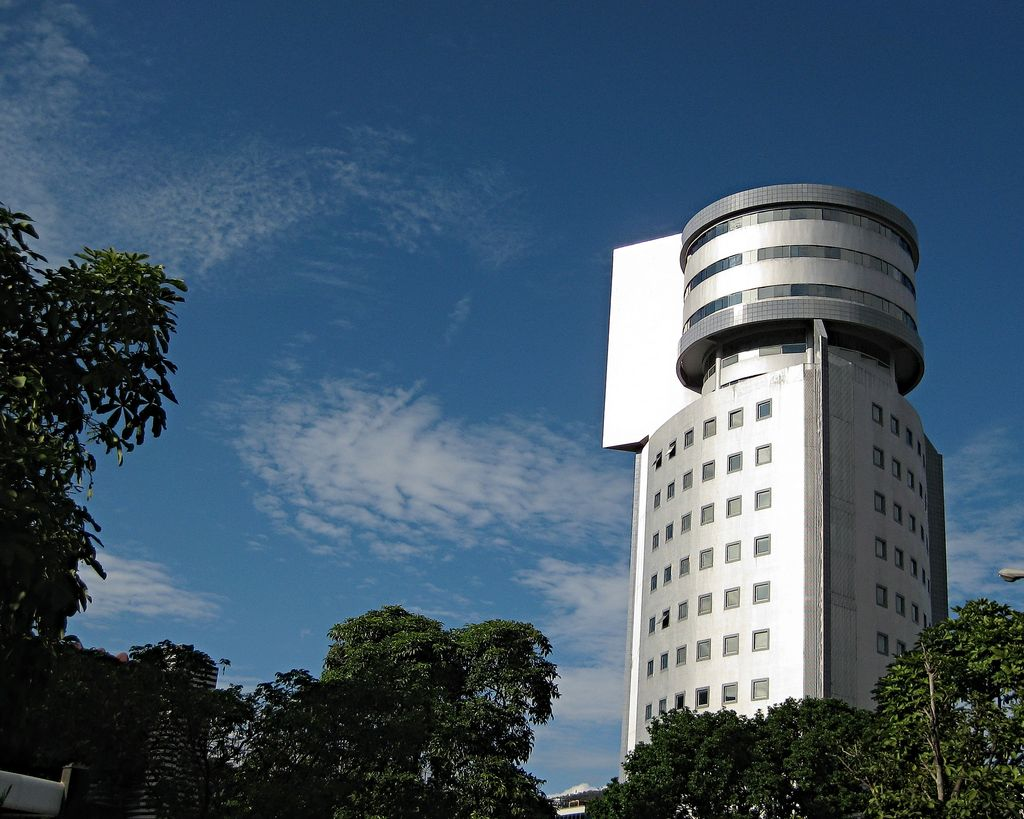
La tour Ejecutiva.